# Prumnopitys standleyi
Prumnopitys standleyi — вид хвойних рослин родини Подокарпових.

## Опис
Дерева до 25 м заввишки. Листя тисоподібне, лінійне, гостре або загострене, довжиною 12-25 мм, шириною 1,5-3,5 мм. Пилкові шишки численні, кожна 10-13 мм завдовжки. Зріле насіння довжиною 9 мм та 7 мм в поперечнику.

## Поширення, екологія
Країни поширення: Коста-Рика. Це велике лісове дерево до 30 м заввишки, і має розсіяний розподіл на схилах гір з 2200 до 3310 м. Цей тип лісу характеризується наступними видами: Podocarpus oleifolius, Magnolia poasana, Cleyera theaeoides, види Ilex і Weinmannia і ряд видів Lauraceae, Nectandra, Ocotea, Persea, Phoebe.

## Використання
Деревина використовується в будівництві, для виготовлення паперової маси, коробок, підлоги, інтер'єру, фанери, сільськогосподарських інструментів, стовпів, дров, вугілля, і меблів.

## Загрози та охорона
P. standleyi, як і більшість членів подокарпових, дуже цінується за деревину і, отже, підлягає вибірковим рубкам. Вид зустрічається в Parque Nacional Volcan de Poas і в La Amistad Biosphere Reserve. Близько 48% від загального діапазону знаходиться в межах охоронних територій.